# Estadio Universitario (UNACH)
El Estadio Universitario de la Universidad Nacional de Chimborazo es un estadio educativo y estadio multiusos. Está ubicado en la avenida Eloy Alfaro y calle 10 de Agosto en la Campus La Dolorosa, de la ciudad de Riobamba, Es usado mayoritariamente para la práctica del fútbol, y allí juega como local el Club Atlético Universitario, equipos de la Segunda División del fútbol ecuatoriano. Tiene capacidad para 6000 espectadores.
El estadio cumplió un gran papel en el fútbol local, ya que el Club Atlético Universitario hacía de local en este escenario deportivo.
Asimismo, este estadio es sede de distintos eventos deportivos universitarios a nivel local y universitario y todos los tipos de eventos, especialmente cultura física y educación física (que también se realizan en el Coliseo Universitario de la Universidad Nacional de Chimborazo).